# Sommeraubach (Lavant)
Der Sommeraubach ist ein rechter Nebenfluss der Lavant im Bezirk Wolfsberg in Kärnten, Österreich.

## Verlauf
Der Sommeraubach entspringt östlich der Pressner Alpe auf 1749 Meter Seehöhe. Er fließt durchgehend in östlicher Richtung durch das Gemeindegebiet von Reichenfels, bis er im Ort Reichenfels in die Lavant mündet.

## Nebenbäche
Das Einzugsgebiet des Sommeraubachs hat eine Fläche von 40,8 Quadratkilometern. Die größten Nebenbäche sind:
| Name          | Mündungsseite | Mündungsort    | Einzugsgebiet in km² |
| ------------- | ------------- | -------------- | -------------------- |
| Neubergerbach | links         | unter Sommerau | 01,5                 |
| Bärenbach     | rechts        | Motl           | 08,1                 |
| Schirnitzbach | links         | Zöhrerkeusche  | 15,0                 |

## Sport
- Mountainbike: Die Sommerauer Rundtour MTB 4 führt von Reichenfels den Sommeraubach entlang bis zum Ort Sommerau und den nördlichen Höhenrücken zurück zum Ausgangspunkt.[3]
- Wandern: Die Wanderroute Alte Mühle – Schlanderkogel – Feldalmhütte verläuft entlang der Nordgrenze des Einzugsgebietes des Sommeraubachs.[4] An der westlichen Grenze des Einzugsgebietes streift der Österreichische Weitwanderweg 08, der Eisenwurzenweg, das Einzugsgebiet des Sommeraubachs.[5]

## Bergbau
In der ersten Hälfte des 13. Jahrhunderts erlebte der Goldabbau in Sommerau seinen Höhepunkt. Noch um 1900 wurde hier nach Gold und Silber geschürft.